# Верши, Рик
Ричард Джон Верши-младший (англ. Richard John Wershe Jr), более известный как Рик Верши — американский наркоторговец, известен как самый юный осведомитель ФБР в истории США. В середине 1980-х Верши передавал информацию правоохранительным органам о деятельности лиц, занимающихся наркоторговлей в районе Детройта под названием «Ист-Сайд». В 1987 году Рик Верши был арестован по обвинению в крупных поставках наркотических веществ и в 1988 году был приговорен к пожизненному лишению свободы, однако в 2020 году вышел на свободу.
Споры о предвзятости в отношении вынесения ему приговора ведутся больше трёх десятилетий, как и споры об обоснованности его осуждения. Его виновность оспаривалась многими. Ряд экспертов и исследователей полагают, что Рик Верши стал жертвой политической целесообразности после того, как сотрудничество Верши с ФБР привело к раскрытию связей высокопоставленных лиц Департамента полиции и администрации города Детройт с представителями криминальной субкультуры и действовавшей масштабной коррупционной схемы, что обернулось арестом и отставками ряда полицейских чиновников и лиц исполнительной власти города. Рик Верши-младший считается одним из самых известных политических заключенных в США.

## Биография
Ричард Верши-младший родился 18 июля 1969 года на территории штата Мичиган. Был старшим ребёнком в семье из двоих детей. Семья проживала в районе Ист-Сайд, населённом в основном представителями маргинальных слоев общества, с высокой криминогенной ситуацией. Отец Рика, Рик Верши-старший, занимался легальной торговлей оружием и числился осведомителем правоохранительных органов. Верши-младший посещал школу Detroit Denby High School, которую бросил в 1985 году.

## Сотрудничество с правоохранительными органами
Весной 1984 года Ричард Верши-старший обратился в полицию с заявлением о пропаже своей дочери Доун Верши, страдающей наркотической зависимостью. Явившиеся в дом Верши агенты ФБР показали членам семьи серию фотографий чернокожих мужчин, подозреваемых в наркоторговле. Всех мужчин Рик Верши-младший идентифицировал как членов известной в округе банды наркоторговцев, во главе которой стояли близнецы Джон и Леонард Карри. Верши-младший много времени проводил на улице и состоял в дружеских отношениях с членами банды братьев Карри. После этого Рик Верши был завербован ФБР и в течение двух с половиной лет работал в качестве осведомителя. За это время Верши-младший втерся в доверие к братьям Карри и начал принимать участие в распространении наркотиков, получив прозвище «Белый парень Рик». В конечном счёте, во многом благодаря деятельности Верши-младшего, летом 1987 года большинство членов банды, включая её лидеров были арестованы и впоследствии осуждены на долгие сроки.

## Криминальная деятельность
После прекращения сотрудничества Рик Верши в течение 11 месяцев стал торговать наркотиками и получил известность в округе как мелкий наркодилер. В мае 1987 года его автомобиль был остановлен после стандартной проверки документов. В салоне автомобиля была обнаружена сумка с 25000 долларов. Впоследствии был получен ордер на обыск его дома, в ходе которого полицейские обнаружили 8 килограмм кокаина, закопанные на заднем дворе дома. Рик Верши был арестован по обвинению в торговле наркотическими веществами.. На основании действовавшего на тот момент в штате Мичиган закона, предусматривающего пожизненное лишение свободы за хранение и распространение более 650 грамм кокаина или героина, Рик Верши-младший в январе 1988 года был осуждён и приговорён к пожизненному лишению свободы без права на условно-досрочное освобождение.

## Конспирологическая версия
Почти сразу же после осуждения появилось убеждение о предвзятости властей в отношении вынесения 18-летнему Верши приговора, предусматривающего пожизненное лишение свободы. Суд над Верши изобиловал нарушениями процессуальных и юридических норм. Основным доказательством обвинения послужила найденная коробка, содержащая кокаин, на которой не было обнаружено отпечатков осуждённого. Верши был осужден только на основании показаний двух свидетелей, которые заявили, что видели, как Рик закапывал на заднем дворе коробку с кокаином. Впоследствии один из них, Дэвид Голли, заявил что дал ложные показания под давлением следствия. Кроме того, в отношении его была нарушена презумпция невиновности, когда прокуратура и впоследствии СМИ заявили, что Рик Верши поставлял крупные партии наркотических веществ и являлся наркобароном, что на суде доказать не удалось. Интенсивная огласка по делу Рика, как и сам эффект гласности, по мнению многих, способствовал социальным предрассудкам в деле его осуждения.
Во время работы в качестве осведомителя ФБР Рик Верши передал информацию о коррупции в Департаменте полиции Детройта, после того как выяснилось, что Джонни Карри заплатил взятку в 10 000 долларов тогдашнему главе полиции чернокожему Гилу Хиллу за прекращение расследования убийства 13-летнего Дэмиена Лукаса, который был убит весной 1985 года в ходе криминальных разборок за передел сфер влияния в городе между бандой братьев Карри и бандой, членом которой являлся отец убитого мальчика. Гил Хилл в дальнейшем всячески воспрепятствовал расследованию убийства. Также Верши передал информацию правоохранительным органам о том, что Хилл препятствует расследованию дела по распространению наркотических веществ, совершаемому членами банды братьев Карри, так как банда имела протекцию со стороны тогдашнего мэра Детройта Коулмена Янга, племянница которого Кэти Уолсан являлась женой Джонни Карри. Согласно доносам Верши, коррумпированная администрация Коулмена Янга обострила криминогенную ситуацию в городе. Было установлено, что в течение нескольких месяцев перед арестом на Рика Верши готовилось несколько покушений, которые планировал Джонни Карри в отместку за предательство. Известный наёмный убийца Нэйт Бун Крафт впоследствии утверждал, что также готовил убийство Верши, непосредственным заказчиком которого выступал Гил Хилл.
Разоблачение коррупционной схемы способствовало тому, что в мае 1991 года по обвинению в обеспечении полицейской защиты торговцев наркотических веществ было арестовано 11 полицейских и Кэти Уолсан, бывшая жена Джона Карри и племянница мэра Детройта. Будучи в заключении, Рик Верши продолжил сотрудничество с ФБР в качестве осведомителя и в течение ряда лет помог раскрыть ещё несколько коррупционных скандалов и уничтожить несколько преступных группировок. В 1992 году благодаря информации Верши был арестован и впоследствии осуждён шеф полиции Детройта Уильям Харт за растрату 2,6 миллионов долларов. Верши также приписывают раскрытие двух заговоров с целью убийства, которые планировали осуждённые. В 1998 году штат Мичиган изменил закон, предусматривающий пожизненное лишение свободы за хранение и распространение более 650 грамм наркотических веществ, и в 1999 году Рику Верши назначали наказание в виде пожизненного лишения свободы с правом условно-досрочного освобождения.
В 2003 году Верши подал ходатайство на условно-досрочное освобождение, но ему было отказано из-за показаний нескольких офицеров полиции, обвинивших его в различных преступлениях. Один из офицеров, Уильям Райс, впоследствии признался в даче ложных показаний под давлением высших полицейских чиновников Детройта.. Последующие запросы на условно-досрочное освобождение, которые Верши делал в 2007 и 2012 годах, также были отклонены, несмотря на то что большинство из числа преступников, которые были осуждены на основании доносов и показаний Ричарда Верши, к 2012 году были уже освобождены из мест заключения, включая Джонни Карри.
Многие полицейские чиновники, в том числе прокурор округа Уэйн Майк Дагган, неоднократно обращались в Мичиганское управление по условно-досрочному освобождению с протестом против его освобождения, несмотря на то что Рик Верши-младший за годы заключения заслужил репутацию образцового заключенного и его рекомендовали к условно-досрочному освобождению ряд агентов ФБР, которые в разные годы вели с ним сотрудничество.
По мнению руководства ФБР, необоснованное осуждение Верши-младшего являлось актом мести администрации Детройта, к которому приложили усилия двое самых влиятельных чернокожих политиков Детройта — первый в истории штата Мичиган чернокожий мэр Коулмен Янг и Гил Хилл, сделавший видную политическую карьеру в 1990-е годы после завершения полицейской карьеры, обвинявший ФБР и непосредственно Рика Верши-младшего в попытке дискриминации и импичмента чернокожих чиновников.

## В заключении
В годы заключения из-за сотрудничества с ФБР Рик Верши попал в программу защиты свидетелей и в середине 2000-х был этапирован для дальнейшего отбытия наказания в одну из федеральных тюрем, расположенных в штате Флорида. Весной 2005 года Верши были предъявлены обвинения в участии в организованной преступной группе, которая специализировалась на угоне автомобилей в штате Флорида для дальнейшей их перепродажи в другие штаты. В общей сложности преступники заработали более 8 миллионов долларов, но мероприятия по ликвидации преступной группы привели в дальнейшем к 50 арестам в 20 штатах США. В июле 2006 года Верши заключил соглашение о признании вины и в качестве наказания получил 5 лет лишения свободы по обвинению в рэкете и вымогательстве. Мотивом совершения преступления в изложении Рика послужили материальные трудности, которые испытывали его мать и сестра, воспитывающие его детей.
В 2017 году Верши подал очередное ходатайство об УДО, которое было одобрено в июле того же года, но на свободу он не вышел. В августе 2017 года Рик был этапирован в штат Флорида для отбытия наказания, установленного ему приговором в 2006 году. Дата его освобождения была назначена на 20 апреля 2021 года, но за хорошее поведение ему сократили срок на 9 месяцев, вследствие чего Рик Верши окончательно вышел на свободу 20 июля 2020 года, проведя в заключении в общей сложности более 33 лет.

## В массовой культуре
История жизни Ричарда Верши-младшего в период его работы в качестве осведомителя ФБР изображена в художественном фильме «Белый парень Рик» с Ричи Мерриттом в роли Рика Верши-младшего и Мэттью Макконахи в роли его отца Рика Верши-старшего. После выхода фильма родственники, большая часть друзей и знакомых Рика Верши того времени заявили, что фильм лишь частично основывается на биографических сведениях о семье Рика и в целом сюжет фильма отличается от событий, происходивших в реальности.